# Bad Bayersoien
Bad Bayersoien là một đô thị ở huyện Garmisch-Partenkirchen bang Bavaria thuộc nước Đức.

## Gallery

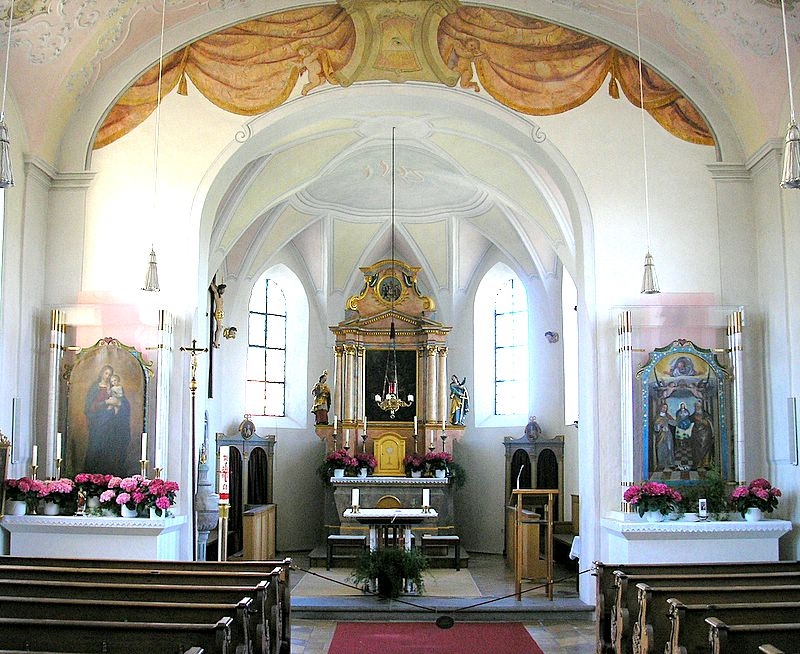
Gothic Altar of Saint George's church, Bad Bayersoien